# مجلس إدارة الدولة (ميانمار)
مجلس إدارة الدولة هو المجلس العسكري الذي يحكم ميانمار بعد انقلاب ميانمار 2021. يتألف المجلس من ثمانية ضباط عسكريين وثمانية مدنيين، ويرأسه مين أونغ هلاينغ القائد العام لقوات الدفاع. اللجنة التي تمثل بييداونغسو هلوتاو صنفت مجلس إدارة الدولة على أنه «جماعة إرهابية».

## التاريخ

### التشكيل
تم تشكيل مجلس إدارة الدولة من قبل مين أونج هلاينج في 2 فبراير 2021 مع 13 عضوًا في أعقاب انقلاب ميانمار 2021. في 3 فبراير 2021 تمت إضافة خمسة أعضاء مدنيين إضافيين إلى المجلس.
في الفترة التي سبقت الانقلاب وفي أعقابه، قدم الجيش مبادرات للأحزاب السياسية المتحالفة مع حزب الاتحاد للتضامن والتنمية، وهو حزب الوكيل العسكري. في 14 أغسطس 2020 التقى 34 حزبًا مؤيدًا للجيش بما في ذلك حزب حزب الاتحاد للتضامن والتنمية مع مين أونج هلاينج للحصول على تأكيدات من الجيش للتدخل في حالة حدوث مشكلات تتعلق بنزاهة الانتخابات خلال الانتخابات العامة القادمة في ميانمار لعام 2020. أثارت ملاحظات مين أونغ هلينج خلال الاجتماع مخاوف من أن الجيش قد هدد بالقيام بانقلاب.
يضم مجلس الدولة ثمانية أعضاء مدنيين بما في ذلك ساي لونج هسينج، وثين نايونت من حزب الديمقراطية الوطنية الجديد، وخين مونغ سوي من القوة الوطنية الديمقراطية، ومهن نين مونغ من حزب كين الشعب، وآيي نو سين من حزب الديموقراطية الوطنية، وساو دانيال حزب أراكان الوطني عضو سابق في حزب ولاية كاياه الديمقراطي. شارك خين ماونج سوي وثيين نيونت في تأسيس حزب الديموقراطية الوطنية، وهي مجموعة منشقة عن الرابطة الوطنية من أجل الديمقراطية، بينما كان ماهن نيين مونج زعيمًا سابقًا لاتحاد كارين الوطني.
نأت العديد من المنظمات بنفسها عن الأعضاء المدنيين في مجلس الدولة. بعد تعيين ماهن نيين ماونج نأى اتحاد كارين الوطني بنفسه عنه، وكرر معارضته للانقلاب العسكري. في 4 فبراير أعلن حزب الكايا الديمقراطي أنه فصل ساو دانيال من الحزب لقبول التعيين، ودعت الجيش البورمي إلى احترام نتائج انتخابات 2020. في 11 فبراير فرضت الحكومة الأمريكية عقوبات جديدة على أربعة مسؤولين عسكريين تم تعيينهم في المجلس، وهم ميا تون أو وتين أونغ سان وويي وين أوو وأونغ لين دوي.
في 5 فبراير شكل المجلس فريقًا صحفيًا بقيادة العميد زاو مين تون والنائب ثيت سوي.

### التعديل الحكومي
أنهى المجلس العديد من موظفي الخدمة المدنية في العديد من الهيئات الحكومية، بما في ذلك المحكمة العليا والوزارات على مستوى النقابات، ومجلس نايبيداو ومجلس الخدمة المدنية الاتحادي. وسرعان ما عين بدائل لهم بما في ذلك وزراء النقابات ورؤساء بلديات ووكالة تنفيذية وأعضاء في البنك المركزي لميانمار ومجلس الخدمة المدنية للاتحاد وقضاة وقضاة المحكمة العليا. في 8 فبراير عين المجلس محكمة دستورية جديدة.
في 11 فبراير شكل المجلس مجالس إدارة الولايات والأقاليم وقادتها لـ 14 ولاية ومنطقة في ميانمار. كما عين ضباطًا عسكريين لإدارة مجالس الإدارة الذاتية لمناطق الحكم الذاتي في البلاد.

### المقاومة والاحتجاجات
في 9 فبراير تم توزيع مسودة قانون للأمن السيبراني من 36 صفحة اقترحه المجلس على مشغلي الهاتف المحمول وحاملي تراخيص الاتصالات في ميانمار للحصول على تعليقات الصناعة. سيجعل مشروع القانون مزودي خدمات الإنترنت مسؤولين عن منع أو إزالة المحتوى الذي «يسبب الكراهية ويدمر الوحدة والهدوء» وسيطلب من مزودي خدمات الإنترنت تخزين بيانات المستخدم في مكان تحدده الحكومة لمدة 3 سنوات على الأقل. استنكر ائتلاف من 150 منظمة للخدمة المدنية علنًا مشروع القانون لانتهاك الحقوق الأساسية لحرية التعبير وحماية البيانات والخصوصية والمعايير الديمقراطية الأخرى في الفضاء الرقمي، ومنح سلطات الدولة القدرة على حظر المحتوى غير المواتي، وتقييد مزودي خدمة الإنترنت. واعتراض البيانات.
في 10 فبراير شن المجلس غارات في وقت متأخر من الليل لاعتقال كبار السياسيين المدنيين ومسؤولي الانتخابات في جميع أنحاء البلاد، في محاولة لتحييد الرابطة الوطنية من أجل الديمقراطية. شملت الاعتقالات البارزة اعتقال رؤساء منطقة تانينثاري وشان وتشين وكاشين وكارين وراخين، فضلاً عن عشرات مسؤولي الانتخابات على مستوى البلدات والمقاطعات.
في 11 فبراير ألغت المحكمة الجنائية العليا الأحكام الصادرة بحق 23.314 سجيناً. من بين المفرج عنهم أنصار القاتل الذي قتل كو ني المستشار القانوني للرابطة الوطنية من أجل الديمقراطية. وأعربت «جمعية مساعدة السجناء السياسيين» عن قلقها البالغ من أن العفو كان يهدف إلى إفساح المجال في السجن لاحتجاز السجناء السياسيين. تزامنت سلسلة الجرائم الأخيرة بما في ذلك الحرق العمد مع توقيت العفو.
في 14 فبراير عدل المجلس قوانين حماية الخصوصية الحالية، والتي تمكن القائد العام بشكل فعال من تقييد أو تعليق الحقوق الأساسية للمواطنين، بما في ذلك الاعتقالات والتفتيش بدون إذن، حتى يتم نقل السلطة إلى حكومة منتخبة حديثًا. كما سن القانون 3/2021 الذي يطالب جميع السكان بتسجيل الضيوف المقيمين خارج منازلهم الرسمية مع مديري البلدة أو الأقسام الخاصة بهم. قانون الحقبة العسكرية قد ألغيت من قبل الحكومة بقيادة الرابطة الوطنية من أجل الديمقراطية.
في 12 فبراير أرسلت وزارة الإعلام توجيهات إلى مجلس الصحافة في ميانمار، وهي هيئة تحكيم إعلامي وتسوية نزاع إعلامي، مفادها أن وسائل الإعلام يجب أن تنقل الأخبار بشكل أخلاقي وتجنب التحريض على الاضطرابات العامة ولكن الاستقالة التدريجية لـ 23 من أصل ستة وعشرون عضوا في أعقاب الانقلاب العسكري جعلها عرضة للتوقف عن الوظائف. وبشكل أكثر تميزًا تقول التوجيهات إن كلمتي «نظام أو طغمة» لا يمكن استخدامها لوصف مجلس إدارة الدولة. بعد عشرة أيام من توجيهات وزارة الإعلام إلى مجلس الصحافة هدد مين أونج هلونج قائد الانقلاب العسكري المنشورات في ميانمار بفقدان تراخيص النشر الخاصة بها لاستخدام النظام العسكري أو المجلس العسكري. قالت معظم وسائل الإعلام المحلية إن مصطلحات مثل «المجلس العسكري أو المجلس العسكري أو النظام» ستظل مستخدمة في تقاريرها.
في 1 مارس صنفت اللجنة الاستشارية العليا على أن المجلس «جماعة إرهابية».